# Нисторешти (Констанца)
Нисторешти (рум. Nistorești) насеље је у Румунији у округу Констанца у општини Пантелимон. Oпштина се налази на надморској висини од 71 m.

## Становништво
Према подацима из 2002. године у насељу је живело 240 становника, од којих су сви румунске националности.